# Сеидгышлаг
Сеидгышлаг (азерб. Seyidqışlaq) — село в Габалинском районе Азербайджана.

## География
Селение расположено к юго-востоку от районного центра Габалы, на правом берегу реки Вандамчай.

## История
Сеидгышлаг основан выходцами из села Вандам. Название села с азербайджанского переводится как кишлак Сеида.

## Население
Памятная книжка Елисаветпольской губернии на 1910 год, сообщала об Сеидъ-Кишлагъ, который являлся отсёлком села Вандамъ. Население — азербайджанцы-сунниты (в источнике указаны «татарами»-суннитами). 
По данным за 1915 год «татарское» (азербайджанское) селение Сейдъ-Кишлагъ входило в состав Нухинского уезда Елисаветпольской губернии и имело 746 человек населения.
Согласно результатам Азербайджанской сельскохозяйственной переписи 1921 года в Сеид-Кишлаг имелось 49 дворов  а численность населения составляла 217 человек, преобладали тюрки-азербайджанцы (азербайджанцы),
мужчин-117 человек, женщин-100 человек.
По материалам издания «Административное деление АССР», подготовленного в 1933 году Управлением народно-хозяйственного учёта АССР (АзНХУ), по состоянию на 1 января 1933 года в Сеидкышлаге являвшемся центром одноимённого сельсовета Куткашенского района Азербайджанской ССР насчитывалось 250 жителей (54 хозяйства), 125 мужчин и 125 женщин. Национальный состав всего сельсовета на 100 % состоял из тюрок (азербайджанцев).
Уроженцем Сеидгышлага является Агшин Гадирзаде — военнослужащий азербайджанской армии, участник Второй Карабахской войны. Награждён медалью «За Отчизну».

## Инфраструктура
В селе имеется средняя школа рассчитанная на 80 учащихся.